# スウィッチズ
スウィッチズ（Switches）は、イギリス、ロンドン出身のロック・バンド。
ブリットポップ狂の少年時代を英エセックス沿岸で過ごしたマット・ビショップ（ボーカル、ギター）が大学在学中にインターネットを通じてメンバーを募り、バンドを結成。デヴィッド・ボウイからブラー、スーパーグラスにいたる英国調ポップの王道路線を完全に踏襲した音楽を鳴らす新人として注目を集め、シングル「Lay Down the Law」は『NME』誌でシングル・オブ・ザ・ウィークに選ばれた。2007年、デビュー・アルバム『ハート・チューンド・トゥ・D.E.A.D.』をリリースし、同年のフジロックフェスティバルに出演。2008年に解散。

## メンバー
- マット・ビショップ（Matt Bishop） - ボーカル、ギター
- オリー・トーマス（Ollie Thomas） - ギター
- マックス・タイト（Max Tite） - ベース
- ジミー・G（Jimmy G、James Gardiner） - ドラム

## ディスコグラフィ

### アルバム
- 『ハート・チューンド・トゥ・D.E.A.D.』 - Heart Tuned to D.E.A.D. (2007年) ※全英 64位
- Lay Down the Law (2008年)

### EP
- Message from Yuz (2006年)

### シングル
- "Lay Down the Law" (2006年)
- "Drama Queen" (2007年)
- "Lay Down the Law" (re-issue) (2007年)
- "Drama Queen" (2008年)